# Blahodativka, Peremîșleanî
Blahodativka (în ucraineană Благодатівка) este un sat în comuna Lanî din raionul Peremîșleanî, regiunea Liov, Ucraina.

## Demografie
Componența lingvistică a localității Blahodativka
     Ucraineană (100%)
Conform recensământului din 2001, toată populația localității Blahodativka era vorbitoare de ucraineană (100%).